# Direito financeiro
Direito financeiro é o conjunto de disposições que regem a economia do Estado e fixam normas de aplicação dos fundos públicos às necessidades da administração.